# Ásmegin
Ásmegin er et folk/viking metal-band fra Norge, der blev dannet i 1998. Navnet er oldnordisk og betyder asernes magt.

## Medlemmer
- Erik Rasmussen – vokal, trommer (2003 – )
- Lars Fredrik Frøislie – keyboard, piano, mellotron, (2003 – )
- Marius Olaussen – guitar, bas, mandolin, harmonika, mellotron, piano (1998 – )
- Raymond Håkenrud – guitar, bas, vokal, piano (2001 – )
- Tomas Torgersbråten – bas (1998 – )

### Tidligere medlemmer
- Bjørn Olav Holter – vokal (2001 – 2003)
- Skule Jarl (Nordalv) – trommer (1998 – 2001)
- Iving Mundilfarne – fløjte, guitar (1998 – 1999)
- Auðrvinr Sigurdsson – guitar, vokal (1998 – 2001)
- Anders Torp – trommer (1999)
- Tommy Brandt – trommer (2001 – 2007)
- Ingvild Johannesen (Sareeta) – vokal og violin (2003 – 2007)
- Lars Nedland – vokal

## Diskografi

### Studiealbum
- 2003: Hin Vordende Sod & Sø
- 2008: Arv

### Demoer
- 1999: Naar Rimkalkene Heves